# Městský fotbalový stadion Miroslava Valenty
Městský fotbalový stadion Miroslava Valenty je moderní fotbalový stadion v Uherském Hradišti. Hraje na něm klub 1. FC Slovácko, před sloučením AC Slovácká Slavia Uherské Hradiště. V roce 2003 byl kompletně přestavěn, aby vyhovoval podmínkám projektu Ligové stadiony 2003. Stadion je od této rekonstrukce kompletně bez atletické dráhy.

## Historie[3]
První informace o stadionu pocházejí z roku 1926, kdy byly vystavěny šatny a klubovna. Během roku 1929 byla vystavěna první dřevěná tribuna, která v šedesátých letech prošla rekonstrukcí, byla zastřešena a rozšířena. V roce 1978 byla zbořena stávající dřevěná tribuna a na jaře dalšího roku byla započata výstavba nové, železobetonové tribuny pro tisíc diváků se zázemím, která byla otevřena v roce 1980 při příležitosti spartakiády.
V roce 1993 byla vyměněna budka hlasatele, v roce 1995 pak, po postupu do první ligy, rekonstruovány kanceláře a přidáno několik míst k sezení na hlavní tribuně. Stadion měl tehdy kapacitu přes 11 000 diváků. Rekordní návštěvy 12 000 lidí bylo dosaženo v zápase mezi Slováckou Slavií a Spartou dne 1. srpna 1995 (2:2). Derniéru první ligy před rekonstrukcí v roce 2003 zde absolvovala tehdejší Slovácká Slavia v předposledním kole v květnu 1996 prohrou s Opavou 0:1. V roce 1997 postihly stadion rozsáhlé povodně, škody se vyšplhaly přes milion korun a klub se kvůli tomu potýkal s existenčními problémy.

### Rekonstrukce 2003
Projekt byl vypracován v roce 1999 a tehdy měl sedm etap, které se později rozšířily na deset. V květnu 2000 na stadionu odehrála svůj poslední zápas Slovácká Slavia a započala příprava jeho kompletní rekonstrukce:
- léto 2000 - příprava inženýrských sítí,
- jaro 2001 - odbagrovány nekryté ochozy na stání, odstraněn škvárový ovál a kolem vedlejšího hřiště byl zřízen nový, tartanový ovál,
- jaro 2002 - konstrukce železné tribuny na protější (východní) straně, která byla následně osazena betonovými bloky a vyzděna,
- říjen 2002 - zastřešení východní tribuny a osazení zábradlím,
- prosinec 2002 - do výšky 40 metrů byly vztyčeny sloupy s umělým osvětlením ve tvaru sovích očí a bylo zahájeno rozšíření západní (hlavní) tribuny o spodní patra v místech bývalého škvárového oválu (její původní střecha zůstala, a proto ani dodnes není hlavní tribuna zastřešena v plné délce),
- jaro 2003 - pokračující práce na rekonstrukci hlavní tribuny a jejího zázemí, ve kterém vzniklo 6 šaten se saunou, vířivkou i posilovnou[6],
- květen 2003 - konstrukce železných tribun za brankami (severní a jižní), které byly následně rovněž osazeny betonovými bloky a vyzděny,
- červen 2003 - příprava budoucí hrací plochy, byla odvezena stará zemina, vybudovalo se odvodnění a umělé zavlažování pomocí systému Perrot a vyhřívání pomocí systému Aquatherm,
- červenec 2003 - pokládání travnatých koberců a protější tribuna začala být osazována modrými a červenými sedačkami, které zde v 5 sektorech vytvořily název tehdejšího generálního partnera „SYNOT“,
- srpen 2003 - dokončení rekonstrukce hlavní tribuny a tribun za bránou včetně jejich zastřešení,
- září 2003 - osazení zbývajících tribun sedačkami.

Všechny práce byly dokončeny v říjnu 2003, celkem tedy vznikly tyto tribuny:
- hlavní (západní) tribuna: 1951 míst k sezení (z toho 42 míst pro novináře a 354 míst pro hosty VIP)
- protější (východní) tribuna: 2680 míst k sezení
- severní tribuna: 1770 míst k sezení
- jižní tribuna: 1720 míst k sezení (z toho 425 míst pro fanoušky hostů v sektoru D5)

s celkovou kapacitou 8121 míst (z toho 6371 krytých a 1750 nekrytých).
Finanční náklady na rekonstrukci areálu dosáhly 251,5 milionu Kč. Z toho 149,5 milionu uhradilo město a 102 milionů tvořily státní dotace. Vedle toho Synot investoval 18 milionů do travnaté plochy a vybavení interiéru hlavní tribuny. V roce 2005 bylo za jižní tribunou otevřeno tréninkové hřiště s umělým povrchem o rozměru 80 x 40 m.
Nový stadion byl slavnostně otevřen během reprezentační pauzy dne 12. října 2003 předzápasem mezi internacionály České republiky a místními internacionály a poté přátelským utkáním Synotu, jak se tehdy klub jmenoval, proti Borussii Mönchengladbach. To před 6500 diváky domácí překvapivě vyhráli 3:2 - prvním hráčem, který pokřtil nový stadion premiérovou brankou, byl domácí útočník Michal Meduna.
Na prvoligový zápas po více než 7 letech si museli v Uherském Hradišti počkat až do soboty 18. října 2003, kdy domácí odehráli prvoligové utkání proti Sigmě Olomouc a vyprovodil ji před 6543 diváky taktéž výhrou 3:2. Do té doby odehráli několik domácích zápasů sezóny 2003/04 v brněnském a poté drnovickém azylu.

### Rekonstrukce 2014
V roce 2014 prošel stadion další přestavbou a modernizací za účelem konání ME hráčů do 21 let, které Uherské Hradiště hostilo v červnu 2015. Stadion se dočkal nových turniketů, moderního zázemí pro hráče, VIP hosty i fanoušky včetně barevné obrazovky na jižní tribuně.

## Aktuální parametry stadionu
Celková kapacita stadionu: 8000 míst k sezení
- Hlavní (západní) tribuna: 1950 míst k sezení
- Protější (východní) tribuna: 2630 míst k sezení
- Jižní tribuna: 1720 míst k sezení
- Severní tribuna: 1700 míst k sezení

Počet parkovacích míst: 80
Počet pokladen: 8
Osvětlení: 1400 luxů (4 stupně intenzity)
V létě 2009 stadion dostal přívlastek Miroslava Valenty na počest právě zesnulého hlavního iniciátora budování klubu a stadionu z poslední doby.

## České reprezentační A-mužstvo na stadionu
Na stadionu hrála do roku 2018 třikrát česká fotbalová reprezentace. Poprvé to bylo 16. srpna 2006, kdy hrála česká reprezentace zápas proti Srbsku. Zápas skončil výhrou Srbů v poměru 1:3. V tomto zápase se loučil Pavel Nedvěd s reprezentací. Pro Srbsko to byl první zápas historie, protože dosud hrála společná reprezentace Srbska a Černé Hory.
Druhý zápas se odehrál 9. září 2009, kdy se střetla v kvalifikaci o MS 2010 česká reprezentace se San Marinem. Zápas skončil jasnou výhrou Čechů v poměru 7:0, když se 4 góly a čistým hattrickem představil Milan Baroš.
Třetí měření sil na reprezentační úrovni zde proběhlo 6. září 2018, kdy se český tým utkal s Ukrajinou. Poprvé ze tří dosavadních vzájemných zápasů ze souboje vzešla vítězně Ukrajina, a to v poměru 2:1, přičemž vítězný gól padl až v nastavení. Pro oba celky šlo o první zápas v nově vzniklé Lize národů.
Přehled reprezentačních utkání
| Přátelské 16. srpna 2006 | Česko      | 1 : 3  | Srbsko                                | Uherské Hradiště                                                |  |  |
|                          | Štajner 3' | Report | 41' Lazovič 54' Pantelič 70' Trišovič | Stadion: Městský stadion Diváci: 8 047 Rozhodčí: Dietmar Drabek |  |  |
|                          |            |        |                                       |                                                                 |  |  |

| Kvalifikace MS 2010 9. září 2009 | Česko                                                      | 7 : 0  | San Marino | Uherské Hradiště                                             |  |  |
|                                  | Baroš 27', 44', 45' (pen.), 66' Svěrkoš 46', 90' Necid 86' | Report |            | Stadion: Městský stadion Diváci: 8 120 Rozhodčí: Amirchanjan |  |  |
|                                  |                                                            |        |            |                                                              |  |  |

| Liga národů 2018/19 6. září 2018 | Česko     | 1 : 2 | Ukrajina                       | Uherské Hradiště                                                |  |  |
|                                  | Schick 4' |       | 45' Konopljanka 90+3' Zinčenko | Stadion: Městský stadion Diváci: 7 974 Rozhodčí: Anthony Taylor |  |  |
|                                  |           |       |                                |                                                                 |  |  |